# Vystavení rakve

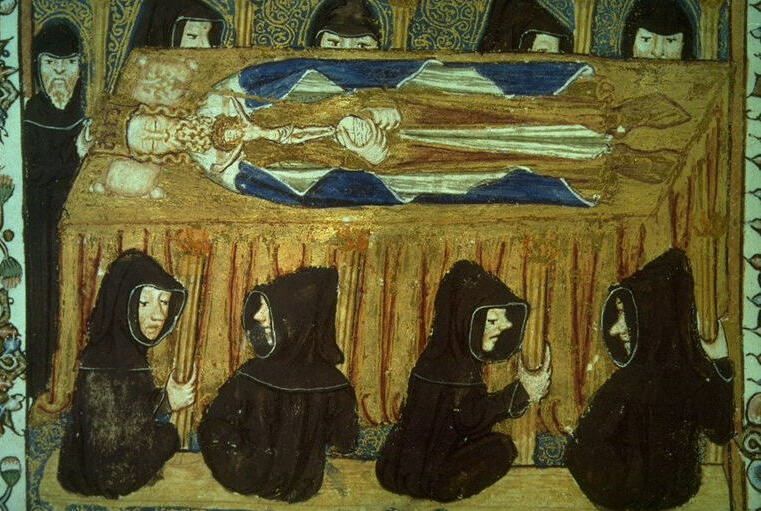
Vystavení rakve Filipa IV. Francouzského

Vystavení rakve je zpravidla součástí oficiálních pohřbů, kdy se smuteční hosté nebo veřejnost může poklonit zesnulému a naposledy se rozloučit. Uzavřená rakev je zpravidla vystavena jeden den na podstavci (katafalku) a může, nebo nemusí být u ní čestná stráž.